# Приморский район (Запорожская область)
Примо́рский райо́н (укр. Приморський район) — упразднённая административная единица Запорожской области Украины. Административный центр — город Приморск.

## География
Приморский район расположен в южной части Запорожской области. С районом граничат Бердянский, Черниговский, Приазовский районы Запорожской области.
Территория района занимает площадь 1 400 км².
По территории района протекают реки: Сосикулак, Чокрак, Лозоватка, Корсак, Кильтичия, Обиточная, Солёная, Юшанлы, Шовкай.

## История
- Ногайский район был создан в 1923 году в Мелитопольском округе Екатеринославкой губернии УССР. В декабре 1925 года Ногайский район был реформирован: часть его населённых пунктов отошла к национальному (болгарскому) Коларовскому району, а другая часть (село Богородское) — к Бердянскому району Мариупольского округа Донецкой губернии.
- 15 сентября 1930 года Ногайский район бывшего Мелитопольского округа был ликвидирован[5].
- В 1938 году село Ногайск было отнесено к посёлкам городского типа.
- В апреле 1939 года (по другим данным 23 марта 1939 года) вновь был создан Ногайский район.
- В декабре 1962 года Ногайский район перестаёт существовать и переходит в состав Бердянского района.
- В 1964 году пгт Ногайск переименовано в пгт Приморское.
- В январе 1965 года был организован Приморский район.
- В 1967 году посёлок городского типа Приморское был преобразован в город районного подчинения Приморск.
- 17 июля 2020 года в результате административно-территориальной реформы район вошёл в состав Бердянского района[4].

## Население
По данным переписи 2001 года, численность населения составляла 35 284 человека (из которых в городских условиях проживали 12 860, в сельских — 22 424), на 1 января 2013 года — 31 069 человек.

## Административное устройство
Район включает в себя:
| - Городских советов: 1 - Сельских советов: 15 | - Городов: 1 - Посёлков: 4 - Сёл: 26 |

### Местные советы[8]
| - Приморский городской совет - Бановский сельский совет - Борисовский сельский совет - Вячеславский сельский совет - Гюневский сельский совет - Елизаветовский сельский совет - Елисеевский сельский совет - Зеленовский сельский совет | - Инзовский сельский совет - Коларовский сельский совет - Мануйловский сельский совет - Новоалексеевский сельский совет - Орловский сельский совет - Партизанский сельский совет - Преславский сельский совет - Юрьевский сельский совет |

### Населённые пункты[9]
| с. Азов с. Бановка с. Борисовка с. Вячеславка с. Гюневка пос. Елизаветовка с. Елизаветовка | с. Елисеевка с. Зеленовка с. Инзовка с. Калиновка с. Камышеватка с. Лозановка с. Лозоватка с. Мануйловка | с. Мариновка пос. Набережное пос. Нельговка с. Нельговка с. Новоалексеевка с. Новопавловка с. Орловка с. Петровка | с. Подгорное пос. Подспорье с. Преслав г. Приморск с. Радоловка с. Райновка c. Софиевка с. Юрьевка |

#### Ликвидированные населённые пункты[10]
| с. Вольное |